# Rial (Antas de Ulla)
Rial (llamada oficialmente Santo André do Rial) es una parroquia y una aldea española del municipio de Antas de Ulla, en la provincia de Lugo, Galicia.

## Otro nombre
La parroquia también es conocida como San Andrés do Rial.

## Organización territorial
La parroquia está formada por dos entidades de población:
- O Rial
- Timós

## Demografía

### Parroquia
| Gráfica de evolución demográfica de Rial (parroquia) entre 2000 y 2019 |
|                                                                        |
| Datos según el nomenclátor publicado por el INE.                       |

### Aldea
| Gráfica de evolución demográfica de O Rial (aldea) entre 2000 y 2019 |
|                                                                      |
| Datos según el nomenclátor publicado por el INE.                     |